# Liga Independente das Escolas de Samba do Grupo de Acesso
A Liga Independente das Escolas de Samba do Grupo de Acesso foi uma liga carnavalesca criada para o ano de 1995, com o objetivo de administrar os Grupos de acesso A e B, respectivamente a segunda e terceira divisão do Carnaval carioca.

## História
O resultado do desfile das Escolas de Samba do Grupo 1 (Atual Grupo de Acesso) de 1994 foi repleta de polêmica: As Escolas de Samba Unidos de Villa Rica e São Clemente, pouco cotadas antes e após o desfile, conseguiram se sagrar campeã e vice, abrindo quase 20 pontos de vantagem para as concorrentes. nesse mesmo ano, as 16 Escolas do Grupo 1 (as 14 mais a Vizinha Faladeira e a Independentes de Cordovil, promovidas do grupo 2), desfilaram sob um regulamento onde as 6 últimas seriam rebaixadas para o Grupo 2. Com a polêmica subida da Unidos de Villa Rica e a São Clemente para o Grupo Especial, e a consequente criação da LIESGA, mais uma vez não houve descenso. Além disso, pelo segundo ano seguido, a LIESA decidiu que não haveria rebaixamento. houve um descontentamento geral com este resultado. Com isso as Escolas, lideradas por Therezinha Monte, presidente da Unidos do Cabuçu, criaram a LIESGA, que passou a administrar os Grupos 1 e 2, deixando os outros grupos para a AESCRJ. 
Em 1995, juntou-se a estas 16 Escolas a Difícil é o Nome (Campeã do Grupo 2), a Mocidade Unida de Jacarepaguá (oitava colocada do grupo 2 no ano anterior), a Porto da Pedra (2ª colocada do Grupo de Acesso, atual Grupo RJ-4), estas duas como convidadas. O regulamento previa que das 19 Escolas, as 2 primeiras subiriam pro Grupo Especial, e as 9 últimas cairiam e formariam o Acesso B, que no ano seguinte contaria com as primeiras do Acesso B (as restantes fariam parte do que seria o Acesso C). Desta vez o regulamento foi cumprido. além das escolas Renascer de Jacarepaguá, Inocentes de Belford Roxo e União de Rocha Miranda, que participaram do Grupo de acesso (atual Grupo E) em 1994, foram convidadas a compor o Grupo de Acesso B da LIESGA em 1995. sendo que Inocentes e Renascer organizaram uma outra liga semelhante, segundo o mundo do samba, a LESGA.
no seu único desfile, a campeã foi a Porto da Pedra e a vice-campeã foi o Império da Tijuca. só durou um ano, e a partir de 1996, todos as divisões, com o apoio da LIESA, voltaram para a AESCRJ. Porém, também vale ressaltar neste caso, a Acadêmicos do Dendê ganhou o Grupo B, sem no entanto ter sido promovida no ano seguinte. já que com o fim da LIESGA, a AESCRJ quis enxugar novamente o Grupo A, que em 1995 atingiu a marca excessiva de 19 escolas.